# Suggestione (film)
Suggestione (The Saxon Charm) è un film statunitense del 1948 diretto da Claude Binyon.
È un film drammatico basato su un romanzo di Frederic Wakeman ed incentrato sulla vita professionale e di coppia di un commediografo, Eric Busch.

## Produzione
Il film, diretto da Claude Binyon su una sceneggiatura dello stesso Binyon con il soggetto di Frederic Wakeman (autore del romanzo), fu prodotto da Universal International Pictures e girato negli Universal Studios a Universal City in California

## Distribuzione
Il film fu distribuito negli Stati Uniti nel 1948 dal 29 settembre 1948 al cinema dalla Universal Pictures e dalla National Telefilm Associates in televisione.
Alcune delle uscite internazionali sono state:
- in Finlandia il 26 maggio 1949 (Mies ilman omaatuntoa)
- in Portogallo il 29 ottobre 1951 (O Vencido)
- in Spagna il 12 luglio 1954 (Sed de dominio)
- in Italia (Suggestione)

## Critica
Secondo il Morandini il film è una "gradevole commedia sull'ambiente del teatro" e si pregia di un'ottima sceneggiatura che risulta anche "ben recitata".